# Bailey, Texas
Bailey là một thành phố thuộc quận Fannin, tiểu bang Texas, Hoa Kỳ. Năm 2010, dân số của xã này là 289 người.

## Dân số
- Dân số năm 2000: 213 người.
- Dân số năm 2010: 289 người.